# KVINT
KVINT — Тираспольский винно-коньячный завод. Название является аббревиатурой фразы «Коньяки, вина и напитки Тирасполя». Выпускает алкогольные напитки под одноимённым названием.

## История
Завод основан в 1897 году. В 2000 году завод получил сертификат ISO9001-94, а с 2003 года вся продукция, выпускаемая на заводе, соответствует сертификату качества ISO 9001-2000. В год производится около миллиона декалитров винно-коньячной и ликёроводочной продукции. Генеральный директор — Олег Маркович Баев. Завод имеет виноградники в селе Дойбаны Дубоссарского района ПМР и Рашково, Янтарное Каменского района.

## Продукция
Тираспольский вино-коньячный завод (ТВКЗ) KVINT выпускает:
- молдавские дивины[2] выдержкой от 3 до 60 лет — KVINT, Тирас, Нистру, Дойна, Сюрпризный, Тирасполь, Солнечный[3], Виктория, Юбилейный, Суворов, Князь Витгенштейн, KVINT Legacy,
- молдавские вина[4] — Мерло, Каберне Совиньон, Шардоне, Алиготе,
- водку[5][6] — Покровская, Вьюга, три марки водки 5 Соток, Задоринка, Волк, Волчица (с 2013 года также два новых вида водки под торговой маркой KVINTOFF)[7],
- крепкие национальные напитки (бренди)[8] — Алексеич, бренди KVINT,
- кальвадос[9] и джин[10] Thomas Shackley.

## Награды
На престижных международных дегустациях и конкурсах вина и напитки производства завода KVINT завоевали 11 Супер Гран-при, 20 Гран-при, а также более 300 золотых и серебряных медалей.
На международном конкурсе крепких напитков «San Francisco World Spirits Competition» в Сан-Франциско (США) 22 марта 2015 года (приняло участие более 1500 напитков со всего мира) Дивин «KVINT» (возраст 3 года) награждён Серебряной медалью.
Основные рынки сбыта: Приднестровская Молдавская Республика, Италия, Украина, Турция, Польша, Россия, Германия, Молдова, Словакия, Чехия, Болгария.

## Спортивный клуб «KVINT»
В 1995 году был основан одноименный спортивный клуб «KVINT». За свою историю спортсмены клуба добились хороших результатов. Так с 1996 по 2003 год бейсбольная команда «KVINT» становилась чемпионом Молдавии. В 1996, 1997 и 2003 годах команда стала серебряным призёром, а в 1998 и 1999 годах бронзовым призёром на открытом чемпионате Украины. С 1996 года по 2002 год клуб занимал первые и вторые места на европейских кубках.
В 2003 году теннисисты стали абсолютными чемпионами Молдавии.

### Клуб на денежных знаках
В 2006 году Приднестровский Республиканский Банк ввёл в обращение памятную монету достоинством 100 рублей ПМР из серии «Спорт Приднестровья» — спортивный клуб «KVINT». Монета изготовлена из серебра 925 пробы, тираж составил 250 штук.

## Галерея
- Магазин Квинт в Тирасполе
- Изображение завода на банкноте номиналом 5 рублей
- Кошерный дивин Квинт ХО, бутылка
- Кошерный дивин Квинт ХО, коробка

## Награды
- Орден почета (ПМР)[17]